# Göteborgs Sankt Pauli distrikt
Göteborgs Sankt Pauli distrikt är ett distrikt i Göteborgs kommun och Västra Götalands län. 
Distriktet ligger i östra Göteborg.

## Tidigare administrativ tillhörighet
Distriktet inrättades 2016 och utgörs av en del av det område som före 1971 utgjorde Göteborgs stad.
Området motsvarar den omfattning Göteborgs Sankt Pauli församling hade vid årsskiftet 1999/2000 och som den fick 1969 genom en utbrytning ur Gamlestads församling.